# Täuffelen
Täuffelen (toponimo tedesco, informalmente anche Täuffelen-Gerolfingen; in francese Chouffaille, desueto) è un comune svizzero di 2 821 abitanti del Canton Berna, nella regione del Seeland (circondario del Seeland).

## Geografia fisica
Täuffelen si affaccia sul Lago di Bienne.

## Storia
Dal suo territorio nel 1840 fu scorporata la località di Hagneck, divenuta comune autonomo.

## Monumenti e luoghi d'interesse
- Chiesa riformata (già dei Santi Pietro e Paolo), attestata dal 1228[3].

## Società

### Evoluzione demografica
L'evoluzione demografica è riportata nella seguente tabella:
Abitanti censiti

## Infrastrutture e trasporti

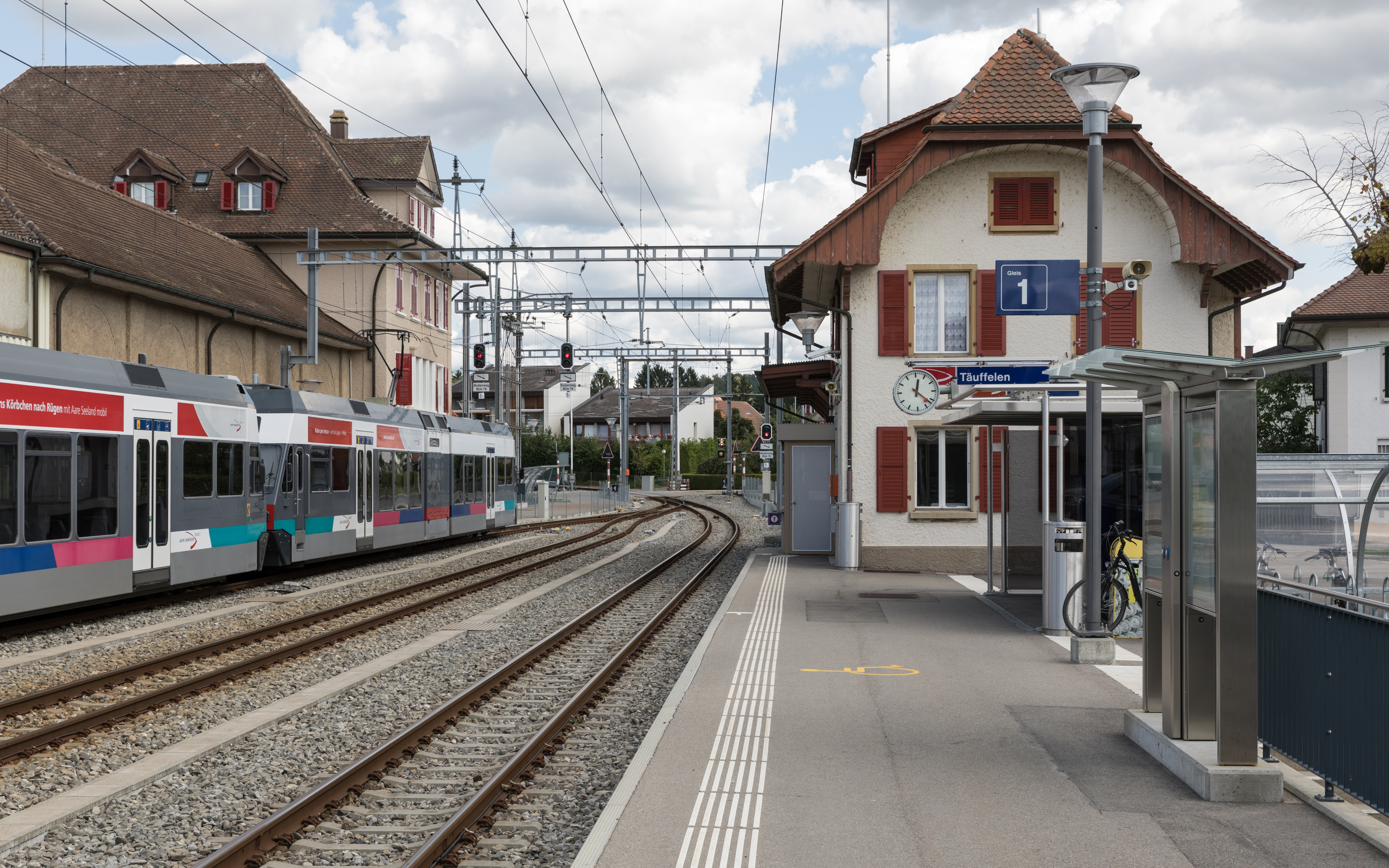
La stazione di Täuffelen

Täuffelen è servito dall'omonima stazione e da quella di Gerolfingen sulla ferrovia Bienne-Ins.

## Amministrazione
Ogni famiglia originaria del luogo fa parte del cosiddetto comune patriziale e ha la responsabilità della manutenzione di ogni bene comune.